# Angelica Catalani
Angelica Catalani (ur. 10 maja 1780 w Senigallii, zm. 12 czerwca 1849 w Paryżu) – włoska śpiewaczka, sopran.

## Życiorys
Kształciła się w klasztorze Santa Lucia w Gubbio, pobierała też lekcje śpiewu u swojego ojca oraz Pietro Morandiego. Na scenie zadebiutowała w 1795 roku w Wenecji rolą w operze Lodoïska Johanna Simona Mayra. W kolejnych latach śpiewała we Florencji (1799), Mediolanie (1801) i Lizbonie (1801). W 1806 roku debiutowała w Londynie rolą w Semiramidzie Marcosa Portugala na deskach King’s Theatre. W 1812 roku kreowała rolę Zuzanny w londyńskiej premierze Wesela Figara W.A. Mozarta. W latach 1814–1817 występowała w Théâtre-Italien w Paryżu. W latach 1819–1820 odbyła podróż, w trakcie której odwiedziła Warszawę, Lwów, Kraków, Krzemieniec i Wilno. Zachował się złoty zegarek, który ofiarowała wówczas 10-letniemu Fryderykowi Chopinowi. W 1821 roku zrezygnowała z występów na scenie operowej, do 1828 roku działała jednak jeszcze jako artystka koncertowa. Po przejściu na emeryturę prowadziła w swoim domu we Florencji bezpłatną szkołę śpiewu dla ubogiej, uzdolnionej młodzieży.
Należała do największych i najbardziej podziwianych śpiewaczek swojej epoki, zdobywając sławę głosem cechującym się bogatą techniką koloraturową. Jej głos osiągał skalę do g3. Swoją działalnością przełamała na scenach włoskich monopol kastratów na wykonywanie partii sopranowych w operach.
W 1804 roku poślubiła pracownika francuskiej ambasady w Lizbonie nazwiskiej Valabrègue. Mąż był utracjuszem, roztrwaniającym zgromadzony przez żonę majątek w grach hazardowych i nieudanych inwestycjach. Zmarła w Paryżu podczas trwającej w mieście epidemii cholery.